# Geert-Jan ten Brink
Geert-Jan ten Brink (Vries, 19 februari 1961) is een Nederlands partijloos politicus en bestuurder. Sinds 1 augustus 2017 is hij dijkgraaf van het waterschap Hunze en Aa's.

## Biografie
Hij is in 1982 afgestudeerd aan de HEAO-Groningen (economisch-juridische richting) en daarna werd hij beleidsplanner bij de provincie Drenthe. Vanaf 1989 was hij werkzaam bij de stichting voor Erfelijkheidsvoorlichting; eerst als coördinator en vanaf 1992 als directeur. Daarna had hij nog enkele keren een directeursfunctie; eerst bij het Sportcentrum Kardinge (1995-1998), daarna bij de stichting Special Olympics Groningen 2000 (1998-2001) en ten slotte bij de sector Ruimte gemeente Hoogezand-Sappemeer (2001-2006). Van 2006 tot 2010 was hij wethouder namens de PvdA in de gemeente Aa en Hunze, Per 1 november 2011 werd de toen (en tegenwoordig weer) in Annen wonende Ten Brink benoemd tot burgemeester van Slochteren.
Als burgemeester was hij voorzitter van de stuurgroep die de herindeling tussen de gemeenten Hoogezand-Sappemeer, Menterwolde en Slochteren voorbereidde. Hij maakte zich grote zorgen over de gevolgen van aardgaswinning in Groningen. In juli 2017 stopte hij als burgemeester van Slochteren, omdat hij per 1 augustus 2017 benoemd werd tot dijkgraaf van het waterschap Hunze en Aa's. Bij zijn afscheid als burgemeester kreeg Ten Brink de Erepenning van de gemeente Slochteren. Tijdens zijn dijkgraafschap zegde hij begin 2020 zijn lidmaatschap van de Partij van de Arbeid op.